# Krztów
Krztów – zalesiony szczyt o wysokości 533 m n.p.m., na Pogórzu Przemyskim.